# علي باشا الجرحجي
علي باشا الجرحجي (بالتركية: Çarhacı Ali Paşa)‏ كان الصدر الأعظم للدولة العثمانية في الفترة ما بين ديسمبر 1808 حتى مارس 1809.  تولى منصب قبطان باشا البحرية العثمانية (أدميرال). 

## لقبه
چرحجي (بالتركية: Çarhacı)‏ معناها: طليعة العسكر. 

## أنظر أيضا
- قائمة قباطين البحر العثمانيين.
- قائمة الصدور العظام للدولة العثمانية.